# Локомотивный
Локомоти́вный — рабочий посёлок в Челябинской области России, в 264 км к юго-западу от областного центра Челябинска и в 3 км к юго-западу от железнодорожной станции Карталы I.
Образует Локомотивный городской округ. Соответствует административно-территориальной единице рабочий посёлок (посёлок городского типа) областного подчинения Локомотивный. Окружён территорией Карталинского района.

## История
В 1992 году военный городок Карталинской дивизии РВСН Солнечный (Карталы-6) получил современное название: посёлок городского типа Локомотивный со статусом закрытого административно-территориального образования (ЗАТО).
В районе посёлка находился позиционный район 59-й ракетной дивизии, расформированной в 2005 году.
Указом Президента РФ от 23.09.2016 года «Об упразднении закрытого административно-территориального образования посёлка Локомотивного Челябинской области» статус ЗАТО с населённого пункта снят 1 января 2017 года.

## Население
| 2002   | 2009  | 2010  | 2012  | 2013  | 2014  | 2015  |
| ------ | ----- | ----- | ----- | ----- | ----- | ----- |
| 10 741 | ↘9979 | ↘8498 | ↗8536 | ↗8557 | ↘8531 | ↘8522 |
| 2016   | 2017  | 2018  | 2019  | 2020  | 2021  | 2023  |
| ↘8519  | ↘8518 | ↘8493 | ↘8450 | ↗8490 | ↗8559 | ↗8576 |